# 주르반
주르반(Zurvān)은 조로아스터교의 한 분파인 주르반교 신자들이 믿던 신이다. 주르반교에서는 주르반이 제일원리(원시 창조신)으로서 "같지만 다른" 쌍둥이 신 아후라 마즈다와 앙그라 마이뉴를 낳았다고 믿었다. 주르반교는 흔히 조로아스터교와 동일시되는 주류 종파 "마즈다교"와 대립되는 분파라고 간주되기도 한다.